# Lijst van beelden in Teylingen
Dit is een (onvolledige) chronologische lijst van beelden in Teylingen. Onder een beeld wordt hier verstaan elk driedimensionaal kunstwerk in de openbare ruimte van de Nederlandse gemeente Teylingen, waarbij beeld wordt gebruikt als verzamelbegrip voor sculpturen, standbeelden, installaties, gedenktekens en overige beeldhouwwerken.
Voor een volledig overzicht van de beschikbare afbeeldingen zie: Beelden in Teylingen op Wikimedia Commons.
| Geplaatst | Omschrijving                     | Kunstenaar                  | Straat                             | Plaats     | Materiaal            |  |
| --------- | -------------------------------- | --------------------------- | ---------------------------------- | ---------- | -------------------- |  |
| 1929      | Bank Burgemeester Schölvinck     | Onbekend                    | Herenweg / Burg.Scholvinkstraat    | Warmond    |                      |  |
| 1957      | Bevrijdingsmonument              | Henk Etienne                | Raadhuisplein 1                    | Voorhout   | brons                |  |
| 1967      | Narcissenbol Moeder en kind      | Fons Versluis               | Jac.v.Beierenlaan / Schoutenlaan   | Voorhout   | cortenstaal          |  |
| 1985      | Manden ruimen                    | Frans en Truus van der Veld | Hoofdstraat / Kerklaan             | Sassenheim | brons                |  |
| 1985      | De Tuinder                       | Gerrit Gerard Prins         | Hoofdstraat / Wilhelminalaan       | Sassenheim | brons                |  |
| 1992      | De poort van water               | Ton Kalle                   | Van Alkemadelaan 2 (zwembad)       | Sassenheim |                      |  |
| 1994      | Bloemenkind                      | Lucas de Wit                | Raadhuisplein                      | Voorhout   | brons                |  |
| 1995(?)   | Gedenkmonument 1895              | Jack Prins                  | Herenstraat / Beukenrode           | Voorhout   | gegalvaniseerd staal |  |
| 1997      | Verrezen Christus                | Herm Driessen               | Herenstraat (begraafplaats)        | Voorhout   |                      |  |
| 1998      | Bijbelwand                       | Herm Driessen               | Herenstraat 47 (begraafplaats)     | Voorhout   | keramiek             |  |
| 1998      | De bollenveldervaas              | Wia van Dijk                | Julianalaan / Willibrorduslaan     | Sassenheim | granito              |  |
| 2001      | De achspotter                    | Tine van de Weyer           | Oude Haven / Vaartkade             | Sassenheim | brons en beton       |  |
| 2002      | De tulp                          | Dicky Brand                 | Essenlaan / Neptunusstraat         | Sassenheim |                      |  |
| 2009      | Aesculaap-teken                  | Willem van Dam              | Kerkweg 11 (tuin)                  | Voorhout   |                      |  |
| 2010      | De Dwarsdrijver                  | Ad Haring                   | Herenstraat (kerk)                 | Voorhout   | brons                |  |
| 2011      | Sint Bartholomeus                | Picatzo                     | Herenstraat/ Kerkplein             | Voorhout   | steen en water       |  |
| 2014      | Betonnen wortelconstructie       | Onbekend                    | Koudenhoorn                        | Warmond    | beton                |  |
| 2017      | De Kus                           | Joop van Egmond             | Herenstraat (Nagelbrug)            | Voorhout   |                      |  |
|           | Groeiplastiek, beschermd leven   | Frans en Truus van der Veld | Narcissenlaan/ Gladiolenstraat     | Sassenheim |                      |  |
|           | De Onmogelijke Driehoek          | Willem van Dam              | Park Rusthoff /Parklaan            | Sassenheim |                      |  |
|           | De Ontmoeting                    | Paul van Crimpen            | Park Rusthoff /Hoofdstraat         | Sassenheim |                      |  |
|           | De Overplaats                    | Frans en Truus van der Veld | Willibrorduslaan 71 (school)       | Sassenheim |                      |  |
|           | Drie Broeders                    | Broeder Aquino              | Rijnsburgerweg 4 (Buitenplaats)    | Voorhout   |                      |  |
|           | Ezel met balancerend mensfiguur  | Iris le Rütte               | Knorrenburgerlaan                  | Sassenheim |                      |  |
|           | Gedenkteken voor Cornelis Broere | Onbekend                    | Mons.Aengenentlaan (begraafplaats) | Warmond    |                      |  |
|           | Gerardus Majella                 | Gerard van Remmen           | Rijnsburgerweg 4 (Buitenplaats)    | Voorhout   |                      |  |
|           | Herdenkingsmonument              | Onbekend                    | Hoofdstraat / Wilhelminalaan       | Sassenheim |                      |  |
|           | Herman Boerhaave                 | Willem van Dam              | Kerkweg 11 (tuin)                  | Voorhout   |                      |  |
|           | Hert met jong                    | A Jungblut                  | Rijnsburgerweg 4 (Buitenplaats)    | Voorhout   |                      |  |
|           | Jan Steen                        | Jeroen Spijker              | Jan Steenlaan / Gemeentehaven      | Warmond    |                      |  |
|           | Onbekend                         |                             | Willebrorduslaan                   | Sassenheim |                      |  |
|           | Sierkeien                        | Lennart Schulte             | Parklaan / Narcissenlaan           | Sassenheim |                      |  |
|           | Twee blokken                     | Eric van Spronsen           | Vliegeniersweg/ A.Plesmanlaan      | Sassenheim |                      |  |
|           | Twee engelen                     | Onbekend                    | Herenstraat (begraafplaats)        | Voorhout   |                      |  |
|           | Twee pinguïns                    | Fred Tuijnman               | Herenweg / Sweilandstraat          | Warmond    |                      |  |
|           | Vrouwen in gesprek               | Frans en Truus van der Veld | Stationsplein                      | Sassenheim |                      |  |
|           | Zeilplastiek                     | Frank Nix                   | Marijkestraat (plantsoen)          | Warmond    |                      |  |
|           | Zonder titel                     | Henk van Bennekum           | Wilhelminalaan 25                  | Sassenheim | staal                |  |
|           | Zonder titel                     | Onbekend                    | P.v.Slingerlandstraat 48 (achter)  | Voorhout   |                      |  |